# مخطط التصنيف

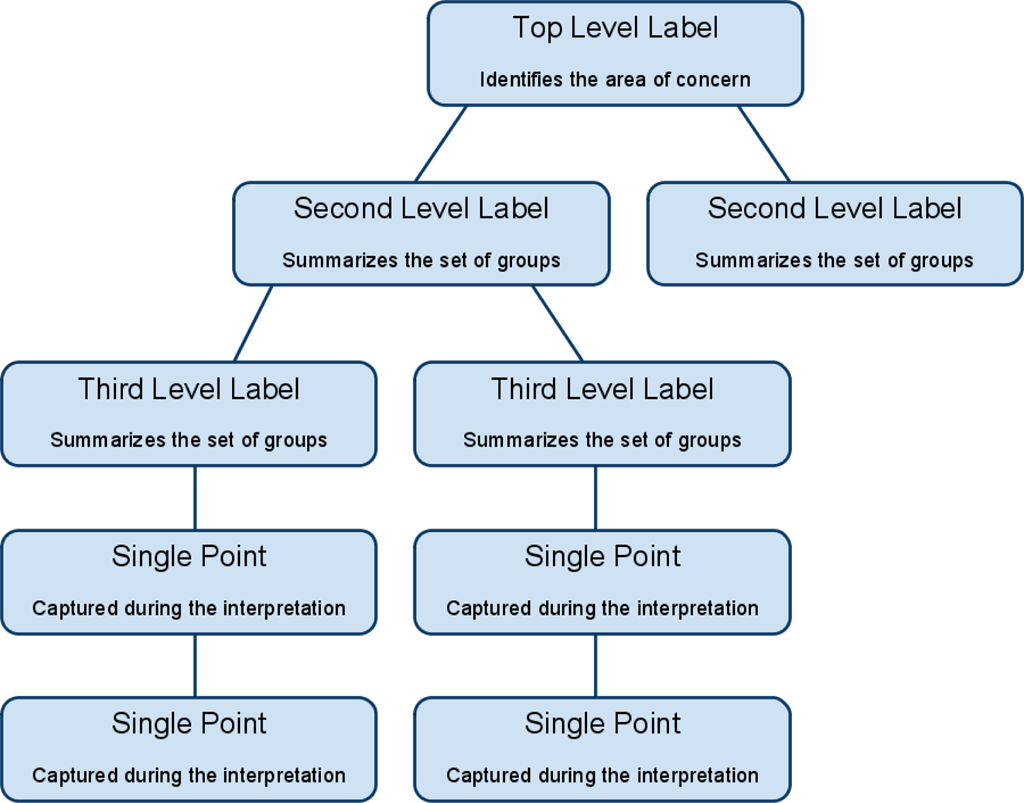

مخطط التصنيف أو مخطط التقارب (Affinity diagram) هو أداة تجارية تستخدم لتنظيم الأفكار والبيانات. وهي واحدة من أدوات أدوات التخطيط والإدارة السبع. جمع البيانات إلى مجموعات على أساس العلاقات الطبيعية كان يتم من لآلاف السنين؛ ومع ذلك، تم تصميم مخطط التصنيف من قبل جيرو كاواكيتا في ويشار إليه أحيانا باسم KJ.
وتستخدم هذه الأداة عادة في إدارة المشاريع وتسمح بأعداد كبيرة من الأفكار الناجمة عن العصف الذهني ليتم تصنيفها إلى مجموعات، وذلك استنادا إلى علاقاتها الطبيعية، من أجل المراجعة والتحليل.

## طريقة الاستخدام
يتم تنظيمالأفكار بمخطط التقارب باستخدام الخطوات التالية:
- تسجيل كل فكرة على بطاقة أو مسودة.
- البحث عن الأفكار ذات صلة.
- فرز البطاقات إلى مجموعات حتى يتم استخدام جميع البطاقات.

وبمجرد فرز البطاقات إلى مجموعات، يقوم الفريق بتصنيف المجموعات كبيرة إلى مجموعات فرعية لتسهيل الإدارة والتحليل. وبمجرد الانتهاء، يمكن استخدام مخطط التصنيف لإنشاء مخخطط السبب والنتيجة أو مخطط إيشيكاوا.

## إنظر أيضا
- أدوات التخطيط والإدارة السبع
- إدارة الجودة
- العصف الذهني
- مخطط إيشيكاوا

## روابط خارجية
- مخطط التقارب كشكول